# Cipollata
La cipollata è un antipasto e contorno italiano, diffuso in varie regioni dell'Italia centrale e meridionale e di cui vi sono molte varianti.
Piatto di origine contadina, la cipollata può trattarsi, a seconda dei casi, di una zuppa o una frittata a base di cipolle rosolate. Secondo la definizione dell'Accademia della Crusca la cipollata è a base di cipolle e di zucche trite.

## Varianti regionali
- In Abruzzo, la cipollata è piccante per la presenza del peperoncino.[1]
- La cipollata emiliana è una frittata di cipolle al forno.[4]
- Ad Isernia si presenta come una specie di frittata di cipolle, che anticamente le donne della città preparavano come colazione ai loro mariti che andavano a lavorare nei campi.[5]
- La cipollata di Vico, piatto tipico del Lazio.
- Nella versione toscana della cipollata sono impiegati il rigatino, la salsiccia e le costine, il brodo di maiale e una fetta di pane abbrustolito che funge d'accompagnamento.[1]
- In Umbria le cipolle sono soffritte nel lardo e aromatizzate con pomodoro e basilico, il tutto amalgamato, a fine cottura, con uova e parmigiano.[1]

## Nella cultura
Il termine "cipollata" viene anche usato per indicare un lavoro artistico realizzato in malo modo.